# Кевін Васкес Комесанья
Кевін Васкес Комесанья (ісп. Kevin Vázquez, нар. 23 березня 1993, Нігран) — іспанський галісійський футболіст, захисник клубу «Сельта Віго».

## Ігрова кар'єра
Народився 23 березня 1993 року в місті Нігран. Вихованець футбольної школи клубу «Сельта Віго».
У дорослому футболі дебютував 2012 року виступами за другу команду клубу. За основну команду «Сельта Віго» почав виступати лише шістьма роками пізніше.

## Виступи за збірні
31 травня 2024 року зіграв у товариському матчі за збірну Галісії проти Панами, який став першим матчем Галісії за вісім років і завершився поразкою 0:2.